# Mediterranea (Film)
Mediterranea ist ein Filmdrama des italienisch-amerikanischen Regisseurs Jonas Carpignano aus dem Jahr 2015. Der Film feierte seine Weltpremiere im Rahmen der Internationalen Filmfestspiele von Cannes 2015 und startete am 15. Oktober 2015 in den deutschen Kinos.

## Handlung
Der Film erzählt die Geschichte der beiden Freunde Ayiva und Abas, die von Burkina Faso aus nach Europa migrieren wollen. Nachdem ihr Schlepperboot kentert, werden sie von der italienischen Küstenwache gerettet und kommen in Rosarno unter. Während Ayiva sich langsam in der neuen Heimat zurechtfindet, verwahrlost und verzweifelt Abas zunehmend. Als gewalttätige Unruhen in der Stadt ausbrechen, wird das Leben der beiden auf eine harte Probe gestellt. 

## Hintergrund
Der Film arbeitet die Hintergründe der Unruhen in Rosarno im Jahr 2010 auf, bei denen es zu Schüssen auf afrikanische Einwanderer kam und 67 Menschen verletzt wurden. Regisseur Jonas Carpignano hatte die Unruhen bereits in seinen bisherigen Kurzfilmen thematisiert. Alle Darsteller im Film sind selbst Migranten, die in der Region leben und deren Erlebnisse Carpignano ins Drehbuch einfließen ließ.
An der Entstehung des Films waren insgesamt elf Produktionsfirmen aus fünf unterschiedlichen Ländern beteiligt.

## Auszeichnungen
- Vorauswahl für den LUX-Filmpreis 2015
- Filmpreis des Europarates (FACE Award) 2016